# Portcullis House
Portcullis House (PCH) è un edificio adibito ad uffici nella Westminster, a Londra, fu commissionato nel 1992 e aperto nel 2001 per fornire uffici ai 213 membri del parlamento e al loro staff. L'entrata pubblica è su Embankment. L'edificio fa parte del Parliamentary Estate, e aumenta lo spazio del limitato Palazzo di Westminster e dintorni.

## Storia ed uso

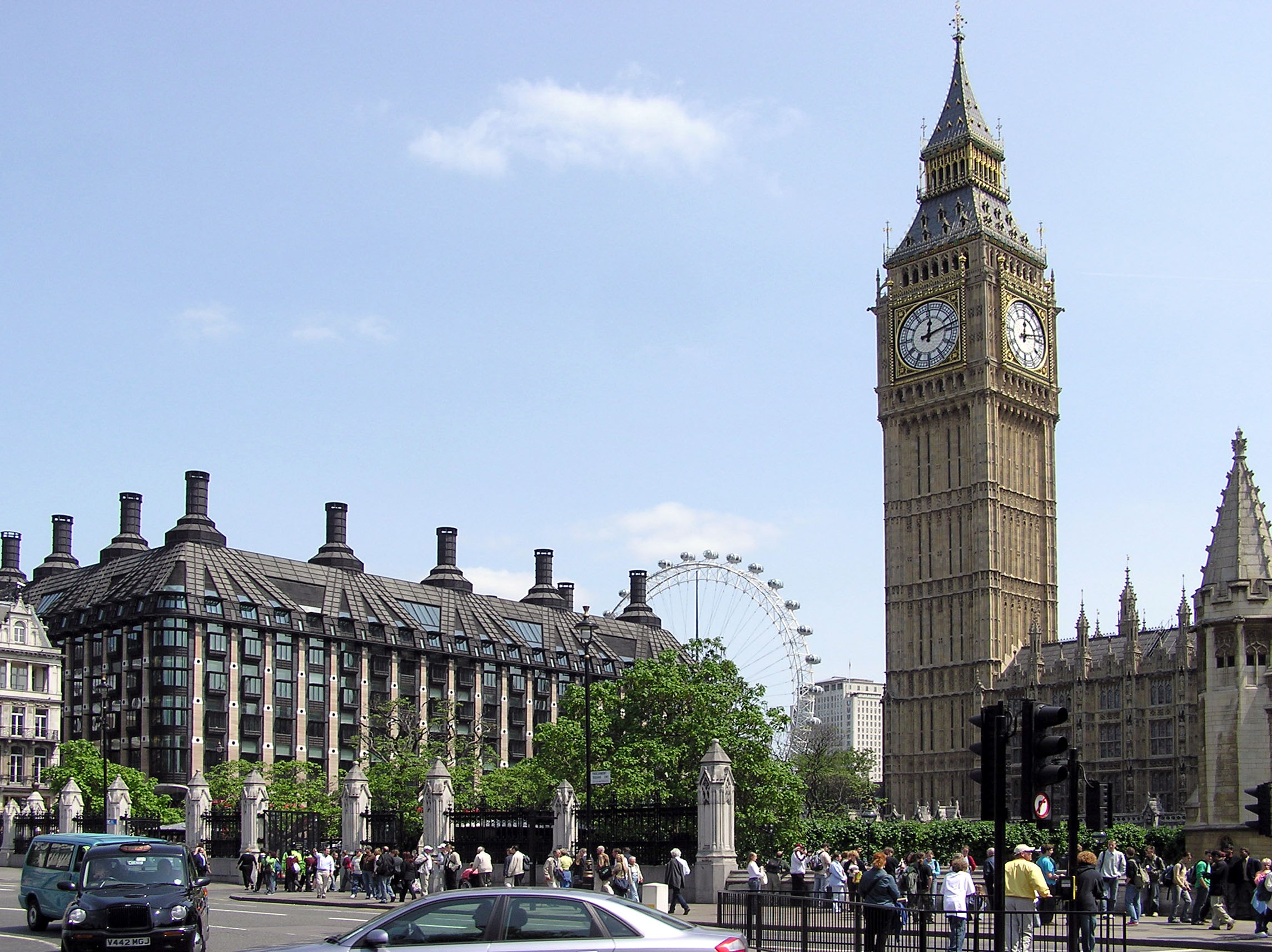
Da sinistra a destra: Portcullis House con il London Eye e l'Elizabeth Tower

Gli architetti, Michael Hopkins and Partners, pubblicarono i loro progetti nel 1993 e il preesistente edificio fu definitivamente abbattuto nel 1994. Allo stesso tempo, la metropolitana di Londra stava costruendo l'estensione della Jubilee Line, che includeva un nuovo interscambio presso la stazione di Westminster che occupava la stessa area; i due furono quindi progettati e costruiti come una singola unità. La costruzione iniziò con i lavori alla preesistente stazione della District line nel livello seminterrato. Il tracciato dovette essere leggermente abbassato e sostenuto con imponenti strutture per consentire l'ampio scavo alla Jubilee Line molti metri più in basso. L'edificio fuori terra ha iniziato a sorgere nel 1998 e fu inaugurato nel 2001. È situato all'angolo di Bridge Street (all'estremità occidentale del Westminster Bridge) e Victoria Embankment – con vista sul Tamigi – e adiacente al Norman Shaw Building, anch'esso con vista sul fiume.

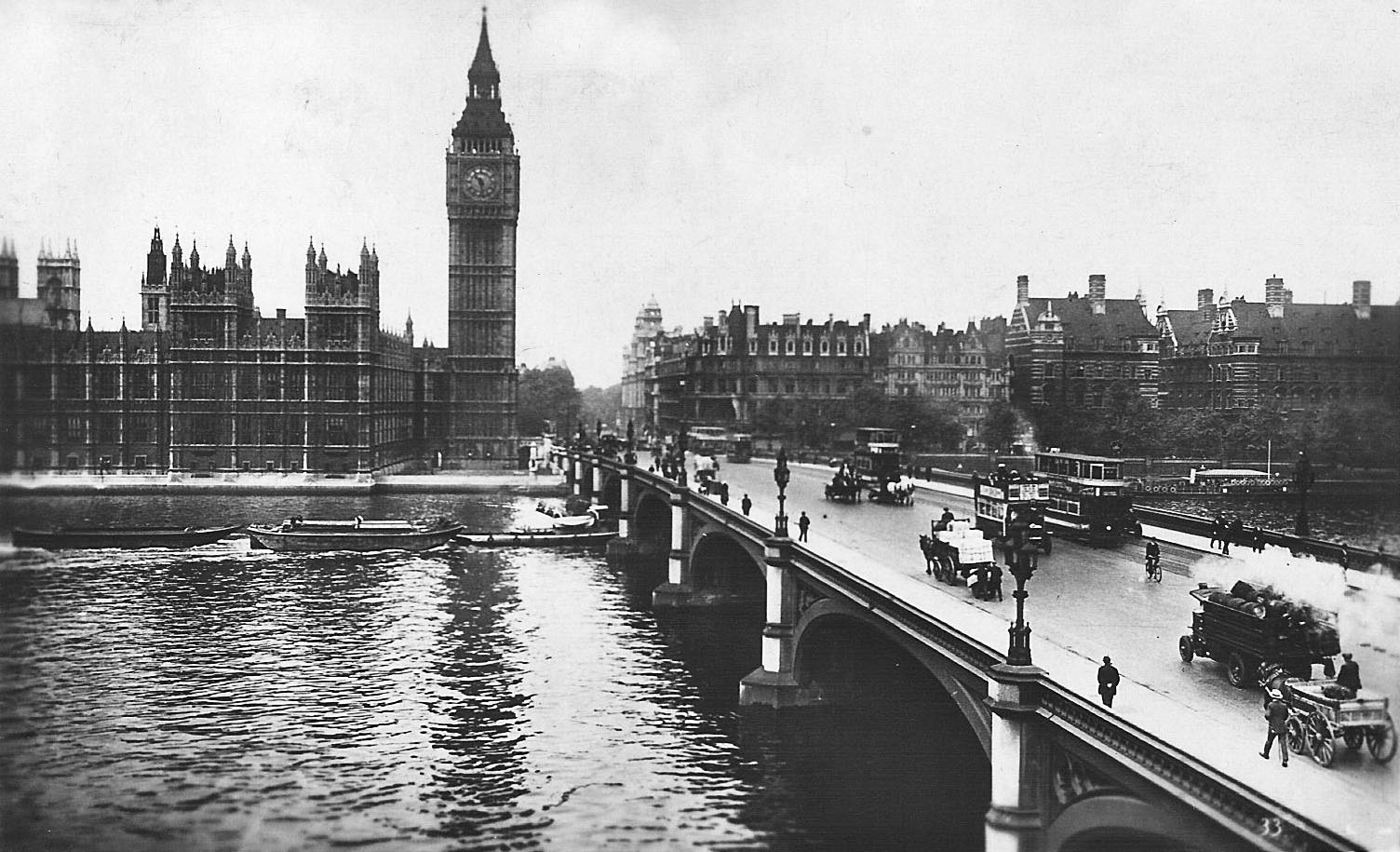
Edifici al posto dell'attuale Portcullis House (al centro) nel 1928

L'edificio prende il nome dalla saracinesca incatenata utilizzata per simboleggiare le Camere del Parlamento su carta intestata e documenti ufficiali. Portcullis House ospita circa un terzo dei membri del parlamento; altri Membri e dipartimenti del Parlamento hanno uffici nei due Norman Shaw Buildings, nei palazzi al numero 1 di Parliament Street e al 7 di Millbank, e nel Palazzo di Westminster stesso.
Il primo piano di Portcullis House è aperto al pubblico per consentire la partecipazione alle sessioni del Comitato. Per tutto il resto dell'edificio, come con il resto della proprietà parlamentare, i membri del pubblico devono rimanere con un possessore di pass. L'ingresso è sorvegliato dalla polizia e tutti i visitatori devono presentare i loro bagagli e cappotti per i raggi X, oltre a passare attraverso un metal detector e sottoporsi a un controllo del corpo. All'interno di Portcullis House è presente una filiale dell'ufficio postale che non è aperta al pubblico.

## Design

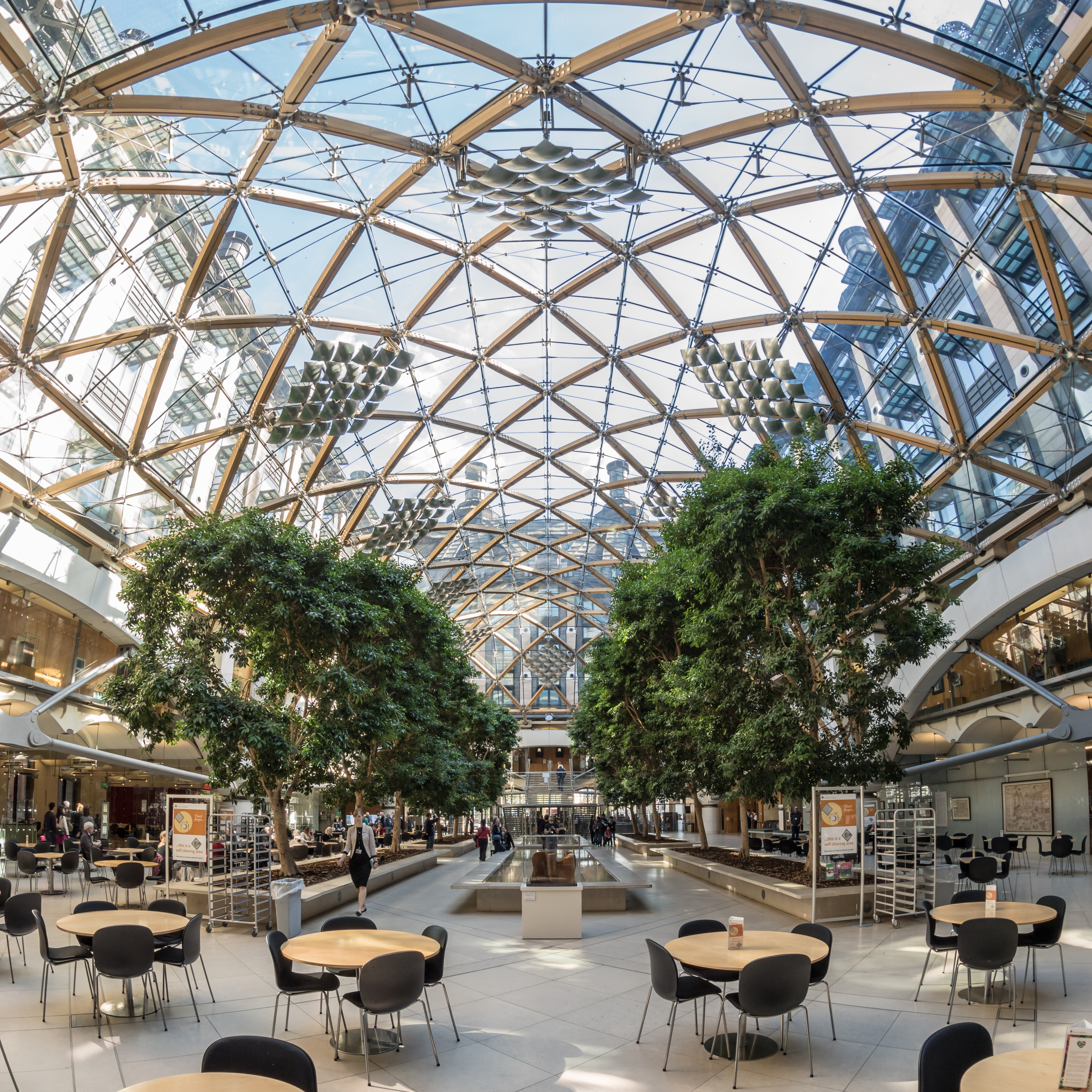
L'atrio interno del Portcullis House

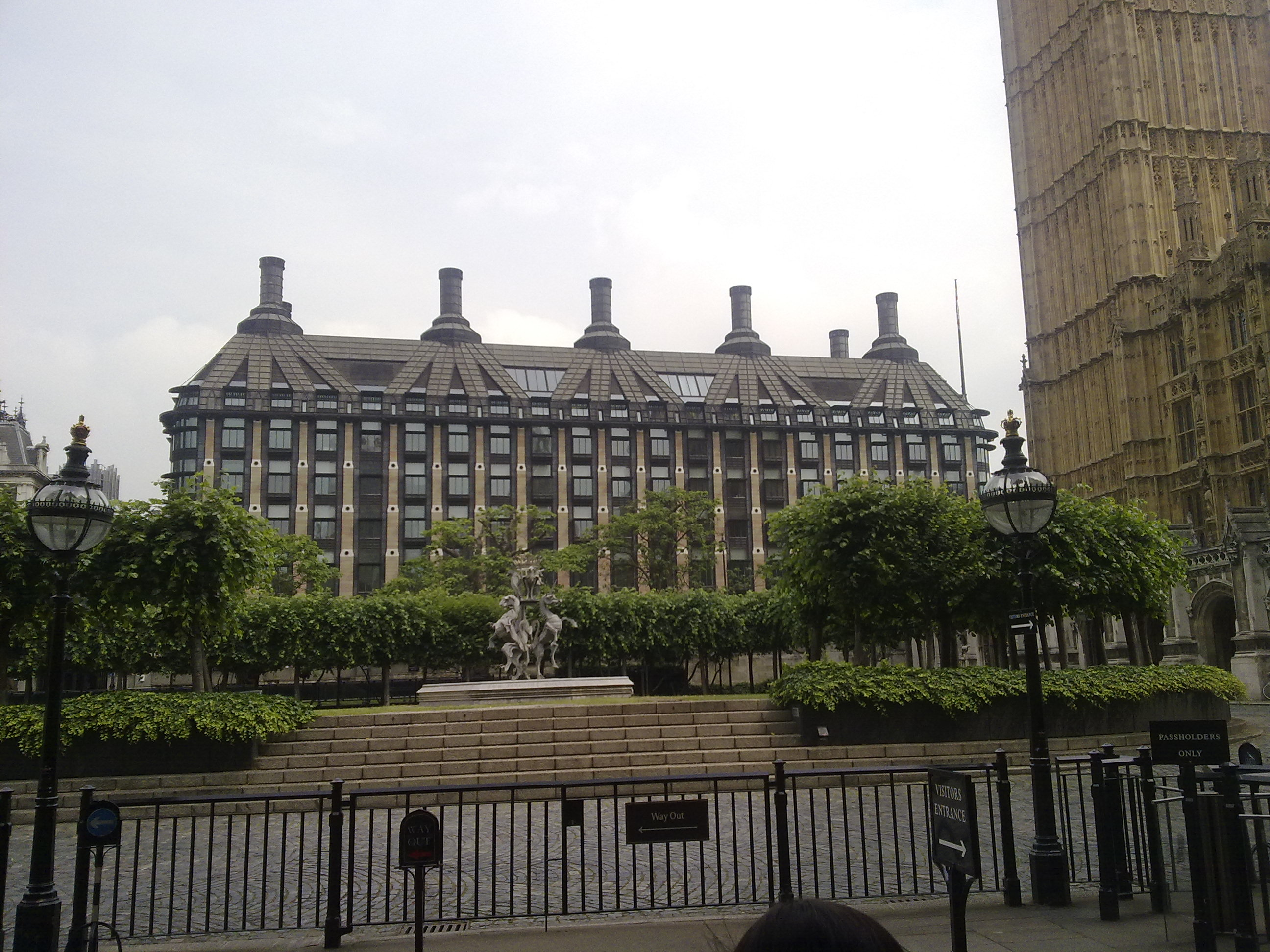
Portcullis House visto dell'Houses of Parliament

L'edificio è stato progettato da  Michael Hopkins and Partners e incorpora la stazione della metropolitana di Westminster al di sotto di esso. Una spessa lastra di cemento separa Portcullis House dalla stazione, secondo quanto riferito per difendersi da eventuali attettanti con bombe alla stazione della metropolitana. Il carico è sostenuto dalle pareti, senza montanti interni. Gli angoli dell'edificio sono appesi al tetto con enormi travi di acciaio. La vita progettuale di 120 anni ha fatto sì che bronzo alluminio sia stato scelto per il metallo a vista sul tetto e sulle pareti. La struttura comprende anche granito devoniano, tra le altre cose ed è stata l'ultima spedizione scavata a  Merrivale Quarry a Dartmoor. Le colonne tra le finestre sono costruite invece in Birchover Gritstone.
Il curioso profilo dell'edificio, con le sue file di alti camini, ha lo scopo di ricordare il design Gotico Vittoriano del vicino Palazzo di Westminster e di adattarsi ai camini dell'adiacente Norman Shaw Building. I camini di Portcullis House non vengono utilizzati per espellere i fumi ma fanno parte di un sistema di condizionamento d'aria non alimentato, progettato per attirare aria attraverso l'edificio sfruttando i flussi convettivi naturali. Si basa sul sistema utilizzato nel 1996 presso l'Eastgate Center, di Harare, in Zimbabwe.
L'edificio è stato progettato per sembrare una nave all'interno. Tutti gli uffici e i passaggi sono costituiti da finestre ad arco e finiture in rovere chiaro. Ogni piano sembra identico agli altri, tranne il piano terra che ospita il cortile principale con vele metalliche simili a navi sospese in alto. Il cortile è decorato con alberi e due vasche d'acqua poco profonde.
Gli uffici di Portcullis House sono generalmente divisi in due gruppi che condividono una baia comune al centro. Ogni piano è assegnato ufficiosamente a un diverso partito politico in modo che generalmente parlamentari con una visione politica simile siano insieme. Il primo piano ospita una serie di sale conferenze e sale riunioni, che prendono il nome da famosi politici Betty Boothroyd, Harold Macmillan, Margaret Thatcher, Clement Attlee, Harold Wilson e Jo Grimond. Queste sale del Comitato sono accessibili al pubblico e sono dotate di telecamere e microfoni, per trasmettere le riunioni via BBC Parliamen e tramite parliamentlive.tv.
Tutte le stanze dell'edificio sono dotate di "annunciatori" (monitor che annunciano in tempo reale gli avvenimenti nelle Camere della Camera dei Comuni, nella Camera dei lord o entrambe). In tutto l'edificio sono inoltre installate le "Division bell", che avvisano i deputati della chiamata alla votazione (detta division) nella Camera della Camera dei Comuni. Insieme a questo, aiuti visivi (un'immagine lampeggiante di una campana) vengono visualizzati sui televisori e sui desktop dei computer negli uffici dei deputati quando suona la campana.
Al piano terra si trovano una serie di servizi tra cui un ristorante con servizio al tavolo ("The Adjournment"), una caffetteria informale ("The Debate") e una caffetteria ("The Despatch Box"), disponibili solo per i titolari di pass e i loro ospiti . C'è anche un ufficio postale e una "biblioteca elettronica", un info-point in cui membri e personale possono utilizzare i computer in rete, gestiti dalla Biblioteca della Camera dei Comuni. C'è inoltre anche un passaggio sotterraneo che lo collega al Palazzo di Westminster con l'edificio all'1 di Parliament Street e con il Norman Shaw Buildings. Per motivi di sicurezza, questa è ora la principale via d'accesso per il Parlamento.

## Costo
Quando fu commissionato nel 1992, il costo di Portcullis House era di 165 milioni di sterline. Dopo aver accumulato inflazione e ritardi, il prezzo è aumentato a 235 milioni. I costi includevano 150.000 sterline per  fichi decorativi, 2 milioni per tapparelle elettriche e, per ogni parlamentare, una sedia reclinabile da 440 sterline. Un'inchiesta parlamentare sulla spesa eccessiva è stata condotta da  Sir Thomas Legg. Sebbene completato nel 2000, il rapporto non è mai stato pubblicato. Ad aprile 2012 i fichi, che sono stati noleggiati, sono costati quasi 400.000 sterline.